# Max Purcell
Max Purcell (Sydney, 3 aprile 1998) è un tennista australiano.

## Carriera
Ha ottenuto i migliori risultati in doppio, specialità in cui ha vinto il Torneo di Wimbledon 2022 con Matthew Ebden e lo US Open 2024 con Jordan Thompson. Ha disputato altre tre finali Slam, all'Australian Open nel 2020 in coppia con Luke Saville e nel 2022 con Matthew Ebden e a  Wimbledon 2024 in coppia con Jordan Thompson. Vanta inoltre altri sei titoli ATP, diversi altri nel circuito Challenger e l’8º posto del ranking ATP raggiunto nel settembre 2024. Ha fatto parte della squadra australiana con la quale ha raggiunto la finale di Coppa Davis nell'edizione 2022 e nell'edizione 2023.
In singolare ha disputato una finale nel circuito maggiore e vinto alcuni titoli nei circuiti minori, ha raggiunto la 40ª posizione del ranking nell’ottobre 2023. Ha fatto il suo esordio olimpico ai Giochi di Tokyo nel 2021 in entrambe le specialità, superando il primo turno in singolare con il successo sul nº 15 del mondo Félix Auger-Aliassime.
Alla fine del 2023 ha infranto regole relative al doping, a questo riguardo si è in seguito autodenunciato e nel dicembre 2024 è scattata una sospensione provvisoria. Nell'aprile 2025 gli è stata inflitta una squalifica di 18 mesi con scadenza l'11 giugno 2026.

## Statistiche

### Singolare

#### Finali perse (1)
| Legenda singolare    |
| Grande Slam (0)      |
| ATP Finals (0)       |
| ATP Masters 1000 (0) |
| ATP Tour 500 (0)     |
| ATP Tour 250 (1)     |

| N. | Data           | Torneo                               | Superficie | Avversario in finale | Punteggio |
| 1. | 29 giugno 2024 | Eastbourne International, Eastbourne | Erba       | Taylor Fritz         | 4–6, 3–6  |

### Doppio

#### Vittorie (8)
| Legenda              |
| Grande Slam (2)      |
| ATP Finals (0)       |
| ATP Masters 1000 (0) |
| ATP Tour 500 (1)     |
| ATP Tour 250 (5)     |

| N. | Data             | Torneo                                           | Superficie    | Compagno        | Avversari in finale                  | Punteggio                        |
| 1. | 9 aprile 2022    | U.S. Men's Clay Court Championships, Houston     | Terra marrone | Matthew Ebden   | Ivan Sabanov Matej Sabanov           | 6–3, 6–3                         |
| 2. | 9 luglio 2022    | Torneo di Wimbledon, Londra                      | Erba          | Matthew Ebden   | Nikola Mektić Mate Pavić             | 7-6(5), 6(3)-7, 4-6, 6-4, 7-6(2) |
| 3. | 9 aprile 2023    | U.S. Men's Clay Court Championships, Houston (2) | Terra marrone | Jordan Thompson | Julian Cash Henry Patten             | 4-6, 6-4, [10-5]                 |
| 4. | 22 ottobre 2023  | Japan Open Tennis Championships, Tokyo           | Cemento       | Rinky Hijikata  | Jamie Murray Michael Venus           | 6-4, 6-1                         |
| 5. | 11 febbraio 2024 | Dallas Open, Dallas                              | Cemento (i)   | Jordan Thompson | William Blumberg Rinky Hijikata      | 6-4, 2-6, [10-8]                 |
| 6. | 25 febbraio 2024 | Los Cabos Open, Los Cabos                        | Cemento       | Jordan Thompson | Gonzalo Escobar Oleksandr Nedovyesov | 7-5, 7-6(2)                      |
| 7. | 6 aprile 2024    | U.S. Men's Clay Court Championships, Houston (3) | Terra marrone | Jordan Thompson | William Blumberg John Peers          | 7–5, 6–1                         |
| 8. | 7 settembre 2024 | US Open, New York                                | Cemento       | Jordan Thompson | Kevin Krawietz Tim Pütz              | 6–4, 7–6(4)                      |

#### Finali perse (7)
| Legenda doppio       |
| Grande Slam (3)      |
| ATP Finals (0)       |
| ATP Masters 1000 (0) |
| ATP Tour 500 (0)     |
| ATP Tour 250 (4)     |

| N. | Data             | Torneo                          | Superficie  | Compagno         | Avversari in Finale               | Punteggio              |
| 1. | 2 febbraio 2020  | Australian Open, Melbourne      | Cemento     | Luke Saville     | Joe Salisbury Rajeev Ram          | 4–6, 2–6               |
| 2. | 1º novembre 2020 | Astana Open, Nur-Sultan         | Cemento (i) | Luke Saville     | Sander Gillé Joran Vliegen        | 5–7, 3–6               |
| 3. | 29 gennaio 2022  | Australian Open, Melbourne (2)  | Cemento     | Matthew Ebden    | Nick Kyrgios Thanasi Kokkinakis   | 5–7, 4–6               |
| 4. | 12 giugno 2022   | Rosmalen Open, 's-Hertogenbosch | Erba        | Matthew Ebden    | Wesley Koolhof Neal Skupski       | 6–4, 5–7, [6–10]       |
| 5. | 23 luglio 2023   | Hall of Fame Open, Newport      | Erba        | William Blumberg | Nathaniel Lammons Jackson Withrow | 3–6, 7–5, [5–10]       |
| 6. | 30 luglio 2023   | Atlanta Open, Atlanta           | Cemento     | Jordan Thompson  | Nathaniel Lammons Jackson Withrow | 6(3)–7, 6(4)–7         |
| 7. | 13 luglio 2024   | Torneo di Wimbledon, Londra     | Erba        | Jordan Thompson  | Harri Heliövaara Henry Patten     | 7–6(7), 6(8)–7, 6(9)–7 |

## Risultati in progressione
| Sigla | Risultato               |
| ----- | ----------------------- |
| V     | Vincitore               |
| F     | Finalista               |
| SF    | Semifinalista           |
| O     | Oro olimpico            |
| A     | Argento olimpico        |
| SF    | Bronzo olimpico         |
| QF    | Quarti di Finale        |
| 4T    | Quarto turno            |
| 3T    | Terzo turno             |
| 2T    | Secondo turno           |
| 1T    | Primo turno             |
| RR    | Round Robin             |
| LQ    | Turno di qualificazione |
| A     | Assente                 |
| ND    | Non disputato           |

| Legenda superfici    |
| -------------------- |
| Cemento              |
| Terra battuta        |
| Erba                 |
| Superficie variabile |

### Singolare
| Tornei Grande Slam         |               |               |               |               |     |               |               |     |     |
| Australian Open, Melbourne | Q1            | Q1            | Q1            | 1T            | Q2  | Q2            | 1T            | 2T  | 1-3 |
| Roland Garros, Parigi      | A             | A             | A             | Q2            | A   | Q1            | 2T            | 1T  | 1-2 |
| Wimbledon, Londra          | A             | Q1            | A             | ND            | A   | 1T            | 1T            |     | 0-2 |
| US Open, New York          | A             | Q2            | Q1            | A             | 1T  | Q2            | 1T            |     | 0-2 |
| Vittorie-Sconfitte         | 0-0           | 0-0           | 0-0           | 0-1           | 0-1 | 0-1           | 1-4           | 1-2 | 2-9 |
| Giochi Olimpici            |               |               |               |               |     |               |               |     |     |
| Giochi Olimpici            | Non disputati | Non disputati | Non disputati | Non disputati | 2T  | Non disputati | Non disputati |     | 1-1 |
| Vittorie-Sconfitte         | Non disputati | Non disputati | Non disputati | Non disputati | 1-1 | Non disputati | Non disputati | 0-0 | 1-1 |

### Doppio
| Tornei Grande Slam         |               |               |               |               |     |               |               |     |       |
| Australian Open, Melbourne | 1T            | 2T            | 1T            | F             | 2T  | F             | 2T            | 2T  | 14-8  |
| Roland Garros, Parigi      | A             | A             | A             | 1T            | 3T  | 1T            | 2T            | 3T  | 5-5   |
| Wimbledon, Londra          | A             | A             | 1T            | ND            | 3T  | V             | 3T            |     | 10-3  |
| US Open, New York          | A             | A             | A             | 1T            | QF  | 3T            | 1T            |     | 5-4   |
| Vittorie-Sconfitte         | 0-1           | 1-1           | 0-2           | 5-3           | 8-4 | 13-3          | 4-4           | 3-2 | 34-20 |
| Giochi Olimpici            |               |               |               |               |     |               |               |     |       |
| Giochi Olimpici            | Non disputati | Non disputati | Non disputati | Non disputati | 1T  | Non disputati | Non disputati |     | 0-1   |
| Vittorie-Sconfitte         | Non disputati | Non disputati | Non disputati | Non disputati | 0-1 | Non disputati | Non disputati | 0-0 | 0-1   |

### Doppio misto
Nessuna partecipazione

### Vittorie contro giocatori top 10
| Stagione | 2023 | 2024 | Totale |
| -------- | ---- | ---- | ------ |
| Vittorie | 1    | 0    | 1      |

| #    | Giocatore   | Rank | Torneo                      | Superficie | Turno | Punteggio     |
| ---- | ----------- | ---- | --------------------------- | ---------- | ----- | ------------- |
| 2023 |             |      |                             |            |       |               |
| 1.   | Casper Ruud | 7    | Cincinnati Open, Cincinnati | Cemento    | 2T    | 6–4, 3–6, 6–4 |